# Iwamura
Iwamura (岩村町 Iwamura-chō?) era una ciudad ubicada en el distrito de Ena, Prefectura de Gifu, Japón. 

Mapa de Iwamura, Gifu

A partir de 2003, la ciudad tenía una población estimada de 5.372 y una densidad de 156.34 personas por km². El área total era 34.36 km². 
El 25 de octubre de 2004, Iwamura, junto con las ciudades de Akechi, Kamiyahagi y Yamaoka, y el pueblo de Kushihara (todos del distrito de Ena), se fusionaron en la ciudad ampliada de Ena, y ya no existe como un municipio independiente.
El Castillo Iwamura se encontraba en Iwamura.